# 24918 Tedkooser
24918 Tedkooser è un asteroide della fascia principale. Scoperto nel 1997, presenta un'orbita caratterizzata da un semiasse maggiore pari a 2,2813743 UA e da un'eccentricità di 0,1676884, inclinata di 7,47905° rispetto all'eclittica.